# ラウラ (小惑星)
ラウラ (467 Laura) は、小惑星帯に位置する小惑星の一つ。
ハイデルベルクのケーニッヒシュトゥール天文台でマックス・ヴォルフによって発見された。アミルカレ・ポンキエッリの作品、『ラ・ジョコンダ』の登場人物から名づけられた。